# Canton de Ploërmel
Le canton de Ploërmel est une division administrative française, située dans le département du Morbihan et la région Bretagne.
À la suite du redécoupage cantonal de 2014, les limites territoriales du canton sont remaniées. Le nombre de communes du canton passe de 6 à 32.

## Histoire
- De 1833 à 1848, les cantons de Guer et de Ploërmel avaient le même conseiller général. Le nombre de conseillers généraux était limité à 30 par département[6].

- Un nouveau découpage territorial de la Morbihan entre en vigueur à l'occasion des élections départementales de 2015. Il est défini par le décret du 21 février 2014[4], en application des lois du 17 mai 2013 (loi organique 2013-402 et loi 2013-403)[7]. Les conseillers départementaux sont, à compter de ces élections, élus au scrutin majoritaire binominal mixte. Les électeurs de chaque canton élisent au Conseil départemental, nouvelle appellation du Conseil général, deux membres de sexe différent, qui se présentent en binôme de candidats. Les conseillers départementaux sont élus pour 6 ans au scrutin binominal majoritaire à deux tours, l'accès au second tour nécessitant 12,5 % des inscrits au 1er tour. En outre la totalité des conseillers départementaux est renouvelée. Ce nouveau mode de scrutin nécessite un redécoupage des cantons dont le nombre est divisé par deux avec arrondi à l'unité impaire supérieure si ce nombre n'est pas entier impair, assorti de conditions de seuils minimaux[8]. Dans le Morbihan, le nombre de cantons passe ainsi de 42 à 21.

- Le nouveau canton de Ploërmel est formé des communes issues des anciens cantons de Ploërmel, de Josselin, de Mauron, de La Trinité-Porhoët, ainsi que les communes de Lantillac (ancien canton de Rohan) et Monterrein (ancien canton de Malestroit). Lors de l'agrandissement du canton, 12 communes étaient situées dans l'arrondissement de Pontivy, les 20 autres relevant de l'arrondissement de Vannes. Depuis le redécoupage du 1er janvier 2017, l'ensemble du canton est intégré dans l'arrondissement de Pontivy[9]. Le bureau centralisateur est situé à Ploërmel.

- Par arrêté du 24 décembre 2015, les communes de Le Roc-Saint-André, Quily et La Chapelle-Caro fusionnent le 1er janvier 2016 pour former la commune du Val d'Oust[10]. Cependant, cette commune nouvelle est partagée entre les cantons de Moréac et de Ploërmel en raison de l'appartenance de la commune déléguée de Quily à ce dernier. Le décret du 7 novembre 2019 entraîne le rattachement complet du territoire de la commune nouvelle du Val d'Oust au canton de Moréac[5].

## Représentation

### Conseillers d'arrondissement (de 1833 à 1940)
Le canton de Ploërmel appartenait à l'arrondissement de Ploërmel jusqu'à sa disparition en 1926.
| Période                                  | Période      | Identité                                   | Étiquette       | Qualité |
| ---------------------------------------- | ------------ | ------------------------------------------ | --------------- | --- |
| 1833                                     | 1842         | Claude Desgoulle père                      |                 | Maire de Ploërmel                                                                                           |
| 1842                                     | 1845         | Napoléon Marie Nompère, Comte de Champagny |                 | Avocat, propriétaire à Loyat                                                                                |
| 1845                                     | 1848         | Emmanuel Marie Duportal (1782-1859)        |                 | Greffier du Tribunal, Ploërmel                                                                              |
|                                          |              |                                            |                 | |
| 1895                                     | 1898         | Alexis Peschart ainé                       | Conservateur    | Notaire à Ploërmel                                                                                          |
| 1898                                     | 1919         | Mathurin Duchesne                          | Libéral         | Cultivateur, maire de Campénéac                                                                             |
| 1919                                     | 1927 (décès) | Auguste Daversin (1884-1927)               | Libéral         | Médecin à Ploërmel                                                                                          |
| 1927                                     | 1940         | Henri Angier de Lohéac (1886-1941)         | Union nationale | Notaire à Ploërmel                                                                                          |
| 1940                                     |              |                                            |                 | Les conseils d'arrondissement ont été suspendus par la loi du 12 octobre 1940 et n'ont jamais été réactivés |
| Les données manquantes sont à compléter. |              |                                            |                 | |

### Conseillers généraux (de 1833 à 2015)
| Période          | Période          | Identité                                   | Étiquette     | Qualité |
| ---------------- | ---------------- | ------------------------------------------ | ------------- | --- |
| 1833             | 1842             | Mathurin Le Goaësbe de Bellée (1782-?)     |               | Avocat puis Président du Tribunal civil de Ploërmel |
| 1842             | 1848             | Alphonse Joseph Constant Bourelle de Sivry | Centre gauche | Propriétaire du château de Villeneuve à Pleucadeuc Ancien député (1831-1842) Sénateur (1854-1862) |
| 1848             | 1852             | Arthur Gabriel Marie de Préaudeau          |               | Ancien officier Propriétaire, maire de Ploërmel (1850-1871) |
| 1852             | 1862 (décès)     | Alphonse Bourelle de Sivry                 | Centre gauche | Ancien Préfet, propriétaire du château de Villeneuve Député (1831-1842) Sénateur (1854-1862) |
| 1862             | 1871             | Pierre Marie Pringué                       |               | Docteur-médecin à Ploërmel |
| 1871             | 1895             | Alexis Peschart                            | Droite        | Notaire - Propriétaire à Ploërmel |
| 1895             | 1907             | Arthur de Préaudeau                        | Droite        | Propriétaire à Ploërmel |
| 1907             | 1940             | Louis Guillois                             | URD-FR        | Médecin, maire de Ploërmel (1904-1952) Sénateur (1920-1932) - Député (1932-1936) Président du Conseil Général (1937-1940) Membre de la Commission administrative départementale (1941-1943) Nommé conseiller départemental en 1943 Président du Conseil départemental (1943-1945) |
| 1940             | 1945             | vacant                                     |               | |
| 1945             | 1952 (décès)     | Louis Guillois                             | RI            | Médecin - Maire de Ploërmel - Ancien Sénateur - Ancien Député |
| 23 novembre 1952 | 1967             | Robert Guillois (fils du précédent)        | Ind.          | Médecin |
| 1967             | 1979             | Jules Bouchaud                             | RI puis DVD   | Maire de Ploërmel (1965-1977) |
| 1979             | 2001 (démission) | Paul Anselin                               | CNIP puis DVD | Gérant de société - Maire de Ploërmel (1977-2008) |
| 2001             | 2004 (décès)     | Pierre Kerloc'h                            | DVD           | Principal de collège retraité Maire de Montertelot (1989-2004) |
| 2004             | 2010 (démission) | Béatrice Le Marre                          | PS            | Enseignante - Maire de Ploërmel (2008-2014) |
| 2010             | 2015             | Patrick Le Diffon                          | UMP           | Cadre de laboratoire - Conseiller municipal de Ploërmel |

### Conseillers départementaux (depuis 2015)
| Période élective | Période élective | Mandat | Mandat   | Identité                 | Nuance | Nuance | Qualité |
| ---------------- | ---------------- | ------ | -------- | ------------------------ | ------ | ------ | --- |
| 2015             | 2021             | 2015   | 2021     | Martine Guillas-Guérinel |        | DVD    | Infirmière libérale Adjointe au maire de Josselin |
| 2015             | 2021             | 2015   | 2021     | Michel Pichard           |        | DVD    | Agent général d'assurances Adjoint au maire de Ménéac Président de la communauté de communes du Porhoët Conseiller général du canton de La Trinité-Porhoët (2004-2015) 6e vice-président de la commission permanente du conseil départemental |
| 2021             | 2028             | 2021   | en cours | Nicolas Jagoudet         |        | LR     | Chef d’entreprise Maire de Josselin (depuis 2020) |
| 2021             | 2028             | 2021   | en cours | Hania Renaudie           |        | LR     | Professeure d'université Maire de Campénéac (depuis 2020) |

### Résultats détaillés

#### Élections de mars 2015
À l'issue du 1er tour des élections départementales de 2015, deux binômes sont en ballottage : Martine Guillas-Guerinel et Michel Pichard (Union de la Droite, 31,27 %) et Michel Genonceau et Agnès Richard (FN, 21,24 %). Le taux de participation est de 52,17 % (15 378 votants sur 29 476 inscrits) contre 52,56 % au niveau départemental et 50,17 % au niveau national.
Au second tour, Martine Guillas-Guerinel et Michel Pichard (Union de la Droite) sont élus avec 68,64 % des suffrages exprimés et un taux de participation de 52,67 % (9 377 voix pour 15 525 votants et 29 476 inscrits).

#### Élections de juin 2021
Le premier tour des élections départementales de 2021 est marqué par un très faible taux de participation (33,26 % au niveau national). Dans le canton de Ploërmel, ce taux de participation est de 36,85 % (10 766 votants sur 29 215 inscrits) contre 34,81 % au niveau départemental. À l'issue de ce premier tour, deux binômes sont en ballottage : Martine Guillas-Guerinel et Michel Pichard (Union à droite, 41,15 %) et Nicolas Jagoudet et Hania Renaudie (LR, 37,96 %).
Le second tour des élections est marqué une nouvelle fois par une abstention massive équivalente au premier tour. Les taux de participation sont de 34,36 % au niveau national, 36 % dans le département et 37,73 % dans le canton de Ploërmel. Nicolas Jagoudet et Hania Renaudie (DVD) sont élus avec 52,18 % des suffrages exprimés (5 160 voix pour 11 023 votants et 29 216 inscrits),,. 

## Composition

### Composition avant 2015

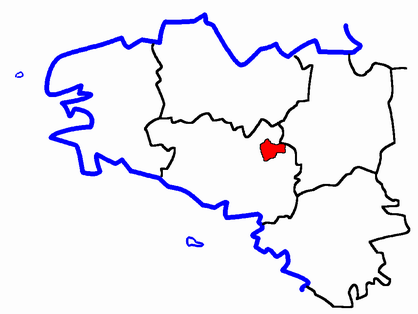
Situation du canton de Ploërmel dans le département du Morbihan avant 2015.

Jusqu'en 2015, le canton de Ploërmel était constitué des 6 communes suivantes :
| Nom                  | Code Insee | Codepostal | Superficie (km2) | Population (dernière pop. légale) | Densité (hab./km2) |
| -------------------- | ---------- | ---------- | ---------------- | --------------------------------- | ------------------ |
| Ploërmel (chef-lieu) | 56165      | 56800      | 50,81            | 9 373 (2012)                      | 184                |
| Campénéac            | 56032      | 56800      | 60,57            | 1 882 (2012)                      | 31                 |
| Gourhel              | 56065      | 56800      | 2,83             | 623 (2012)                        | 220                |
| Loyat                | 56122      | 56800      | 41,52            | 1 636 (2012)                      | 39                 |
| Montertelot          | 56139      | 56800      | 2,64             | 366 (2012)                        | 139                |
| Taupont              | 56249      | 56800      | 29,17            | 2 195 (2012)                      | 75                 |

### Composition depuis 2015
Lors du redécoupage de 2014, le canton comprenait trente-deux communes entières.
À la suite de la création des communes nouvelles de Val d'Oust au 1er janvier 2016  et de Ploërmel au 1er janvier 2019, ainsi qu'au décret du 7 novembre 2019 rattachant entièrement la commune nouvelle de Val d'Oust au canton de Moréac, le canton de Ploërmel comprend désormais 29 communes entières.
| Nom                              | Code Insee | Intercommunalité       | Superficie (km2) | Population (dernière pop. légale) | Densité (hab./km2) | Modifier                                    |
| -------------------------------- | ---------- | ---------------------- | ---------------- | --------------------------------- | ------------------ | ------------------------------------------- |
| Ploërmel (bureau centralisateur) | 56165      | CC Ploërmel Communauté | 57,82            | 10 021 (2022)                     | 173                | modifier les données · modifier les données |
| Brignac                          | 56025      | CC Ploërmel Communauté | 13,12            | 198 (2022)                        | 15                 | modifier les données · modifier les données |
| Campénéac                        | 56032      | CC Ploërmel Communauté | 60,57            | 1 940 (2022)                      | 32                 | modifier les données · modifier les données |
| Concoret                         | 56043      | CC Ploërmel Communauté | 15,76            | 765 (2022)                        | 49                 | modifier les données · modifier les données |
| La Croix-Helléan                 | 56050      | CC Ploërmel Communauté | 14,40            | 881 (2022)                        | 61                 | modifier les données · modifier les données |
| Cruguel                          | 56051      | CC Ploërmel Communauté | 17,17            | 661 (2022)                        | 38                 | modifier les données · modifier les données |
| Évriguet                         | 56056      | CC Ploërmel Communauté | 4,98             | 210 (2022)                        | 42                 | modifier les données · modifier les données |
| Forges de Lanouée                | 56102      | CC Ploërmel Communauté | 96,29            | 2 190 (2022)                      | 23                 | modifier les données · modifier les données |
| Gourhel                          | 56065      | CC Ploërmel Communauté | 2,83             | 724 (2022)                        | 256                | modifier les données · modifier les données |
| La Grée-Saint-Laurent            | 56068      | CC Ploërmel Communauté | 7,90             | 310 (2022)                        | 39                 | modifier les données · modifier les données |
| Guégon                           | 56070      | CC Ploërmel Communauté | 53,52            | 2 308 (2022)                      | 43                 | modifier les données · modifier les données |
| Guillac                          | 56079      | CC Ploërmel Communauté | 21,83            | 1 402 (2022)                      | 64                 | modifier les données · modifier les données |
| Guilliers                        | 56080      | CC Ploërmel Communauté | 35,14            | 1 352 (2022)                      | 38                 | modifier les données · modifier les données |
| Helléan                          | 56082      | CC Ploërmel Communauté | 7,87             | 384 (2022)                        | 49                 | modifier les données · modifier les données |
| Josselin                         | 56091      | CC Ploërmel Communauté | 4,48             | 2 559 (2022)                      | 571                | modifier les données · modifier les données |
| Lantillac                        | 56103      | CC Ploërmel Communauté | 7,72             | 291 (2022)                        | 38                 | modifier les données · modifier les données |
| Loyat                            | 56122      | CC Ploërmel Communauté | 41,52            | 1 734 (2022)                      | 42                 | modifier les données · modifier les données |
| Mauron                           | 56127      | CC Ploërmel Communauté | 67,23            | 3 169 (2022)                      | 47                 | modifier les données · modifier les données |
| Ménéac                           | 56129      | CC Ploërmel Communauté | 68,22            | 1 478 (2022)                      | 22                 | modifier les données · modifier les données |
| Mohon                            | 56134      | CC Ploërmel Communauté | 37,83            | 988 (2022)                        | 26                 | modifier les données · modifier les données |
| Montertelot                      | 56139      | CC Ploërmel Communauté | 2,64             | 370 (2022)                        | 140                | modifier les données · modifier les données |
| Néant-sur-Yvel                   | 56145      | CC Ploërmel Communauté | 32,30            | 1 070 (2022)                      | 33                 | modifier les données · modifier les données |
| Saint-Brieuc-de-Mauron           | 56208      | CC Ploërmel Communauté | 14,35            | 294 (2022)                        | 20                 | modifier les données · modifier les données |
| Saint-Léry                       | 56225      | CC Ploërmel Communauté | 1,58             | 205 (2022)                        | 130                | modifier les données · modifier les données |
| Saint-Malo-des-Trois-Fontaines   | 56227      | CC Ploërmel Communauté | 16,19            | 562 (2022)                        | 35                 | modifier les données · modifier les données |
| Saint-Servant                    | 56236      | CC Ploërmel Communauté | 22,40            | 789 (2022)                        | 35                 | modifier les données · modifier les données |
| Taupont                          | 56249      | CC Ploërmel Communauté | 29,17            | 2 400 (2022)                      | 82                 | modifier les données · modifier les données |
| Tréhorenteuc                     | 56256      | CC Ploërmel Communauté | 5,42             | 112 (2022)                        | 21                 | modifier les données · modifier les données |
| La Trinité-Porhoët               | 56257      | CC Ploërmel Communauté | 12,70            | 667 (2022)                        | 53                 | modifier les données · modifier les données |
| Canton de Ploërmel               | 5613       |                        | 772,95           | 40 034 (2022)                     | 52                 | modifier les données                        |

## Démographie

### Démographie avant 2015
| 1962   | 1968   | 1975   | 1982   | 1990   | 1999   | 2006   | 2011   | 2012   |
| ------ | ------ | ------ | ------ | ------ | ------ | ------ | ------ | ------ |
| 10 678 | 10 691 | 10 991 | 11 570 | 12 417 | 12 996 | 14 548 | 15 814 | 16 075 |

### Démographie depuis 2015
En 2022, le canton comptait 40 034 habitants, en évolution de +0,47 % par rapport à 2016 (Morbihan : +3,82 %, France hors Mayotte : +2,11 %).
| 2013   | 2018   | 2022   |
| ------ | ------ | ------ |
| 39 983 | 39 270 | 40 034 |